# NGC 6101
NGC 6101 (również GCL 40 lub ESO 69-SC4) – gromada kulista znajdująca się w gwiazdozbiorze Ptaka Rajskiego. Odkrył ją James Dunlop 1 czerwca 1826 roku. Jest położona w odległości około 50,2 tys. lat świetlnych od Słońca oraz 36,5 tys. lat świetlnych od centrum Galaktyki.
W 20-centymetrowym teleskopie widoczna jest jako mglista plamka z kilkoma bladymi gwiazdami.